# Leopold Stokowski
Leopold Anthony Stokowski (18. dubna 1882 Londýn – 13. září 1977 Nether Wallop, Hampshire) byl anglicko-americký dirigent a hudební pedagog s polskými kořeny. Proslavil se zejména jako dlouhodobý dirigent Filadelfského symfonického orchestru. Byl významným průkopníkem ve všech oblastech souvisejících s hudbou. Během své šedesátileté hudební kariéry Stokowski uvedl více než 7000 živých koncertů, prodaly se miliony desek s nahrávkami jím řízených orchestrů. Byl jedinečný v rozmanitosti a množství svých vystoupení a nahrávek hudby, uváděl díla skladatelů všech hudebních směrů, premiéroval mnoho děl soudobé hudby. Jeho trvalou snahou bylo přiblížit klasickou hudbu veřejnosti, zejména americké, což dosahoval prostřednictvím inovativního repertoáru, pořádáním koncertů pro mládež a využíváním novátorských vysílacích technik. Spolupracoval i na filmech, známá je především jeho účast při tvorbě animovaného hudebního filmu Fantasia z roku 1940.
Jeho charisma, síla osobnosti a energický styl dirigování ho učinily jedním z nejznámějších a nejuznávanějších dirigentů 20. století.

## Život

### Původ a studium
Podle rodného listu se narodil 18. dubna 1882 ve čtvrti Marylebone v Londýně. Jeho otec byl truhlář a varhaník, měl polsko-irské rodiče. Matka Anne-Marion byla skotského původu. Stokowski sám později kolem svého data narození a původu vytvářel různé mystifikace, což mu dodávalo na zajímavosti a přispívalo k jeho popularitě. O matce například tvrdil, že byla původem Polka nebo že on sám se narodil v roce 1883, 1885 nebo 1887.  Měl dva mladší sourozence, sestru Lydii a bratra Percyho Jamese. Po obou rodičích zdědil nadání pro hudbu a už v dětství se naučil hrát na varhany.
V roce 1896 byl přijat na Royal College of Music, čímž se ve svých třinácti letech stal jedním z nejmladších studentů, kterým se to podařilo. Studoval hru na varhany, klavír, housle, skladbu a hudební teorii. Ve věku 16 let byl zvolen členem Královské akademie varhaníků.  V roce 1900 se stal varhaníkem v kostele sv. Jakuba v Londýně a v roce 1903 získal titul bakaláře hudby na Oxfordské univerzitě. V roce 1905 dostal nabídku na místo varhaníka v kostele sv. Bartoloměje v New Yorku, kde se seznámil se svou budoucí manželkou, klavíristkou Olgou Samaroffovou. Toto působení však neuspokojovalo jeho umělecké ambice. Nakonec se rozhodl pro kariéru dirigenta orchestru.

### Počátky dirigentské kariéry
Krátce studoval dirigování v Paříži a v květnu 1909 měl své první veřejné vystoupení. Koncem roku 1909 byl jmenován stálým dirigentem symfonického orchestru v Cincinnati v Ohiu, kde působil čtyři roky. Vytrvale pracoval na zdokonalování svých dirigentských dovedností a na budování repertoáru. Přestože do Cincinnati přijel prakticky bez zkušeností s dirigováním, rychle dosáhl úspěchu.
Od roku 1905, kdy se Leopold Stokowski přestěhoval z Londýna do Spojených států, měl svůj hlavní domov v New Yorku. Dokonce i během téměř tří desetiletí, kdy řídil Filadelfský orchestr, měl byt v nejvyšším patře domu na Páté Avenue v New Yorku v sousedství Guggenheimova muzea. Víkendy trávil ve venkovském domě ve Westchester County.

### Osobní život

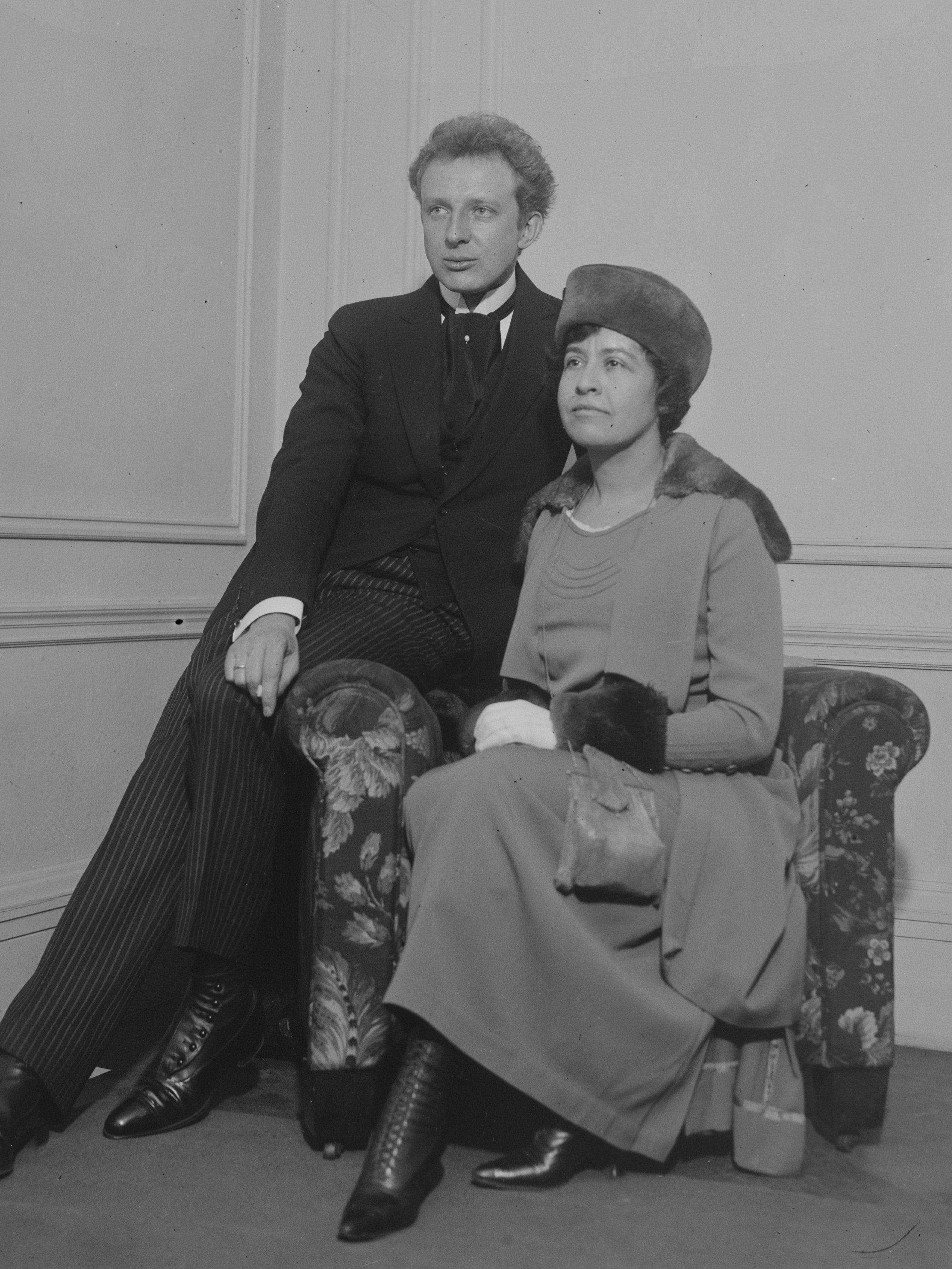
Stokowski s Olgou Samaroffovou (1915)

Byl třikrát ženatý. Poprvé se oženil v roce 1911 s klavíristkou a hudební pedagožkou Olgou Samaroffovou (vlastním jménem Lucy Mary Agnes Hickenlooper), která pocházela z Texasu. Olga měla zásluhu na úspěšném začátku Stokowského dirigentské kariéry v USA. Rozešel se s ní v roce 1923, měli jednu dceru Sonyu Maria Noel (1921–1990). Před válkou obvykle trávili letní měsíce v Evropě, ve své vile na předměstí Mnichova, kde se aktivně zúčastňovali kulturního hudebního a společenského života.
Jeho druhou manželkou byla Evangelina Johnsonová, dcera jednoho ze zakladatelů známé firmy Johnson&Johnson (1926–1938). Měli spolu dvě dcery, Andreu Sadju a Glorii Lubu. Potřetí se oženil s multimilionářkou, tehdy dvacetiletou herečkou Glorií Vanderbildtovou (1945–1955). Měli dva syny, Leopolda Stanislause a Christophera. Ve druhé polovině 30. let se hovořilo o jeho blízkém vztahu s herečkou Gretou Garbo. 

### Šéfdirigent Filadelfské filharmonie

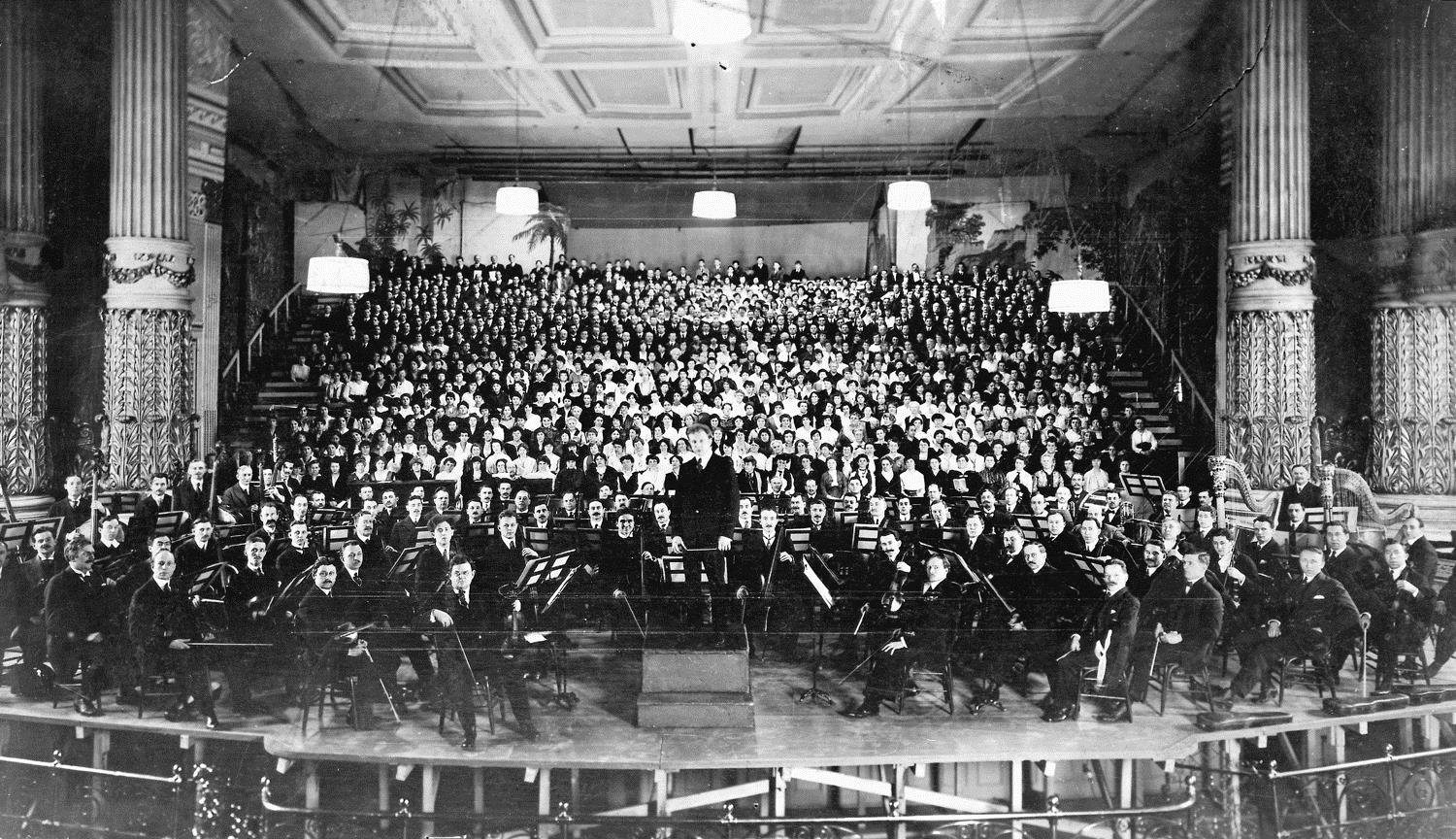
Stokowski a Filadelfský symfonický orchestr na americké premiéře Mahlerovy 8. symfonie v New Yorku 1916

Na podzim 1912 přešel do Filadelfie, kde mu byla nabídnuta funkce ředitele a dirigenta filharmonie. V roce 1915 obdržel americké občanství. Stokowski působil ve Filadelfii téměř 30 let. Od roku 1924 také vyučoval dirigování na nově založené Curtisově hudební konzervatoři.  Z Filadelfského orchestru vytvořil hudební těleso na světové úrovni a on sám se postupně stal jednou z nejvýraznějších osobností hudebního světa. Během svého působení u orchestru přinesl mnoho nových nápadů a inovací, včetně upravování klasických skladeb a rozšíření repertoáru o díla současných skladatelů. Byly mu svěřovány významné úkoly a jedním z těch, které založily jeho obecnou popularitu, bylo první americké uvedení Mahlerovy 8. symfonie v New Yorku v roce 1916.  Organizoval velká koncertní turné po Spojených státech, nahrával na gramofonové desky, přičemž využíval různé moderní prostředky nahrávací techniky. V roce 1917 pořídil jako první dirigent nahrávky s plným symfonickým orchestrem pro Victor Acousting Recording. Kromě koncertů s Filadelfskou filharmonií s úspěchem produkoval inscenace Schoenbergova hudebního dramatu a Stravinského baletu Svěcení jara. V roce 1931 uvedl poprvé na americkém kontinentě Bergovu operu Vojcek.  V roce 1936 Stokowski odstoupil z funkce šéfa Filadelfské filharmonie a začala jeho spolupráce s Hollywoodem. Uspořádal několik úspěšných koncertů pod širým nebem. Účinkoval ve filmech, jako byl například snímek Sto mužů a jedna dívka (1937) nebo Fantazie (1939), později v televizních pořadech.  Měl smysl pro vlastní prezentaci a dokázal kolem své osoby atmosféru výjimečnosti. Nikdy se však publiku nepodbízel. Oficiální spolupráce s Filadelfskou filharmonií skončila v roce 1938 po delších neshodách s vedením.

### Působení v New Yorku

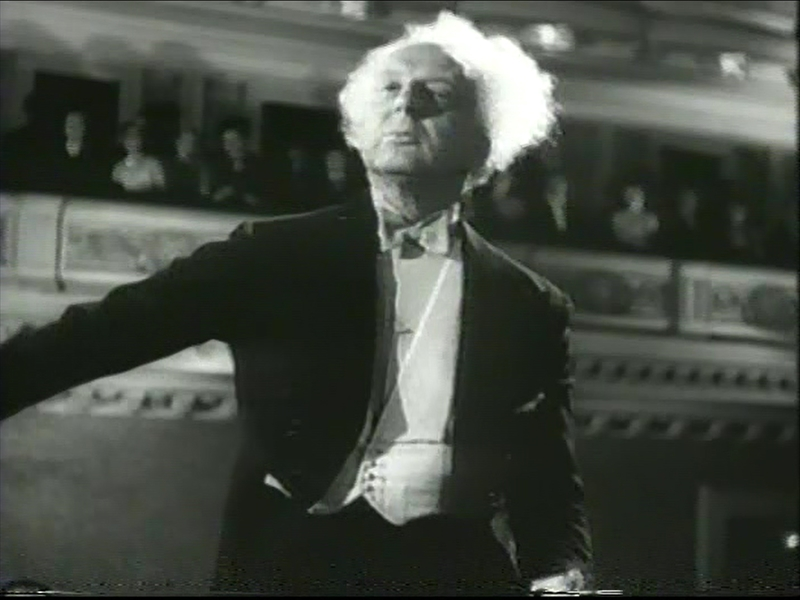
Stokowski diriguje v Carnegie Hall v roce 1947

V roce 1940 odešel do New Yorku, kde založil orchestr mladých hudebníků do 25 let (All-American Youth Orchestra), s nímž cestoval po Severní i Jižní Americe. V roce 1941 uzavřel tříletou smlouvu s rozhlasovým symfonickým orchestrem (NBC Symphony Orchestra), se kterým nastudoval mnoho děl soudobých hudebních skladatelů, včetně americké premiéry Prokofjevova Alexandra Něvského v roce 1943, světové premiéry Schoenbergova Klavírního koncertu a 4. symfonie George Antheila, obě v roce 1944. Uvedl nová díla Alana Hovhanesse, Stravinského, Hindemitha, Milhauda, Howarda Hansona, Mortona Goulda a mnoha dalších. Pomohl založit Symfonický orchestr města New York (New York City Symphony Orchestra), který měl zpřístupnit hudbu pro pracovníky střední třídy. V roce 1942 vydal knihu s názvem Hudba pro všechny (Music for All od Us). 
V roce 1945 obnovil Hollywood Bowl Symphony Orchestra a dva roky s ním pořádal koncerty pod širým nebem. Natočil s ním i řadu nahrávek na gramofonové desky.  V roce 1946 se Stokowski stal jedním z hostujících dirigentů Newyorské filharmonie. V letech 1947 –1950 natočil s filharmonií řadu desek širokého repertoáru a připravil druhé monumentální provedení Mahlerovy symfonie č. 8 v New Yorku. Poté, co nebyl jmenován hudebním ředitelem, přerušil s Newyorskou filharmonií styky a v létě 1950 odešel do Evropy.

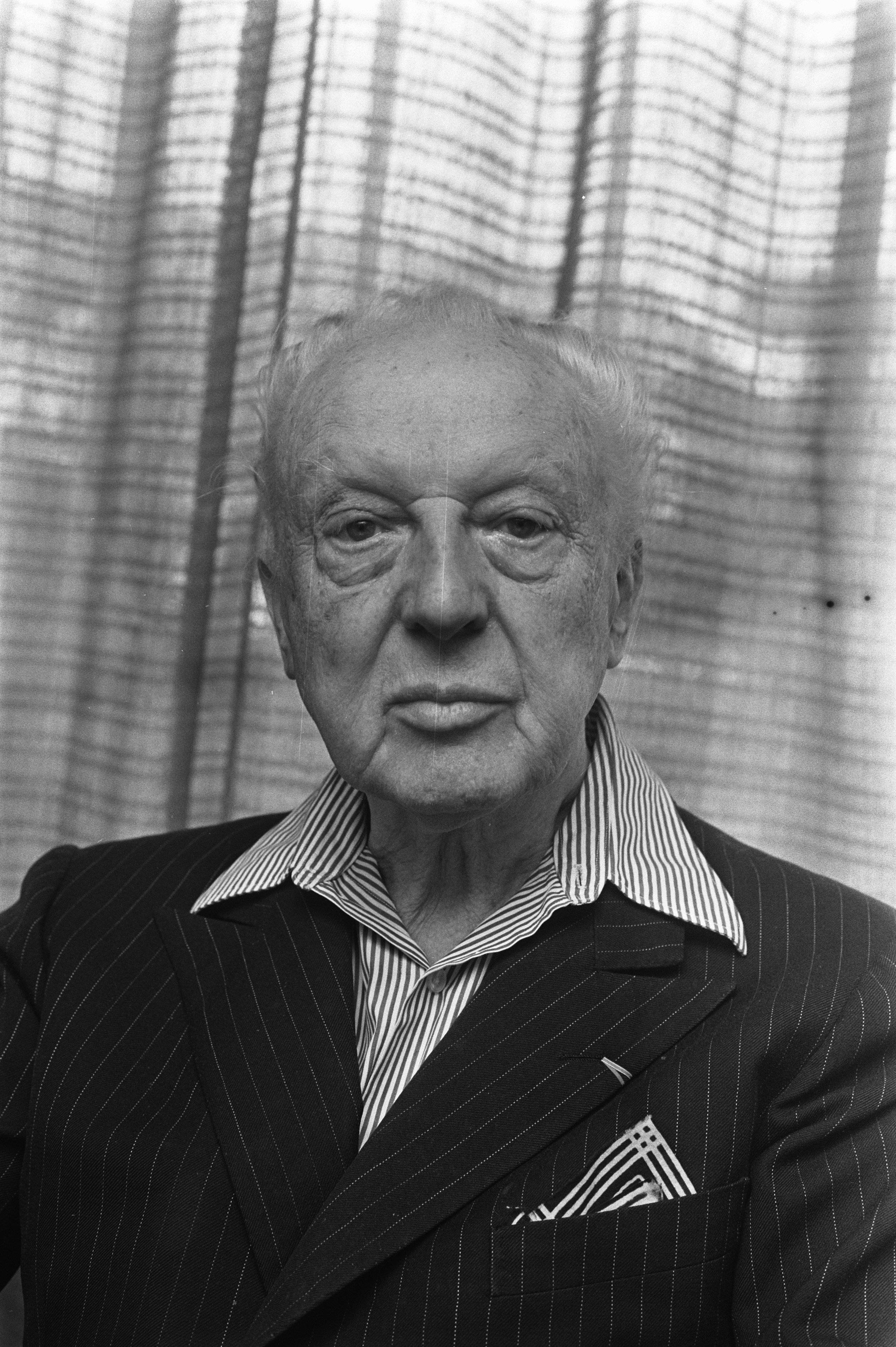
Stokowski ve věku 88 let

### Mezinárodní kariéra
V roce 1951 zahájil mezinárodní kariéru velkým koncertním turné po Anglii. Během téhož léta také cestoval a dirigoval v Německu, Holandsku, Švýcarsku, Rakousku a Portugalsku. V následujících dvaceti letech pak obvykle v zimním období dirigoval ve Spojených státech a zbytek roku hostoval v zahraničí. Dirigoval mnoho slavných světových orchestrů a současně s nimi pořizoval nahrávky pro různé gramofonové firmy. V roce 1961 poprvé navštívil Československo, řídil Českou filharmonii na Pražském jaru. Při druhé návštěvě v roce 1972 pak v Rudolfinu společně uvedli skladby J.S.Bacha, Edwarda Elgara a A.N.Skrjabina. Přestože přijel do Prahy se zraněnou nohou, absolvoval celý náročný program.
Od roku 1955 byl hudebním ředitelem Symphony of the Air, nově vzniklého orchestru po rozpadu NBC Symphony Orchestra. Během deseti let svého působení pořídil s orchestrem řadu gramofonových nahrávek i živých vystoupení. Od roku 1955 do roku 1961 vedl také Houstonský symfonický orchestr v Texasu. V roce 1960 obnovil spolupráci s Filadelfským symfonickým orchestrem. 

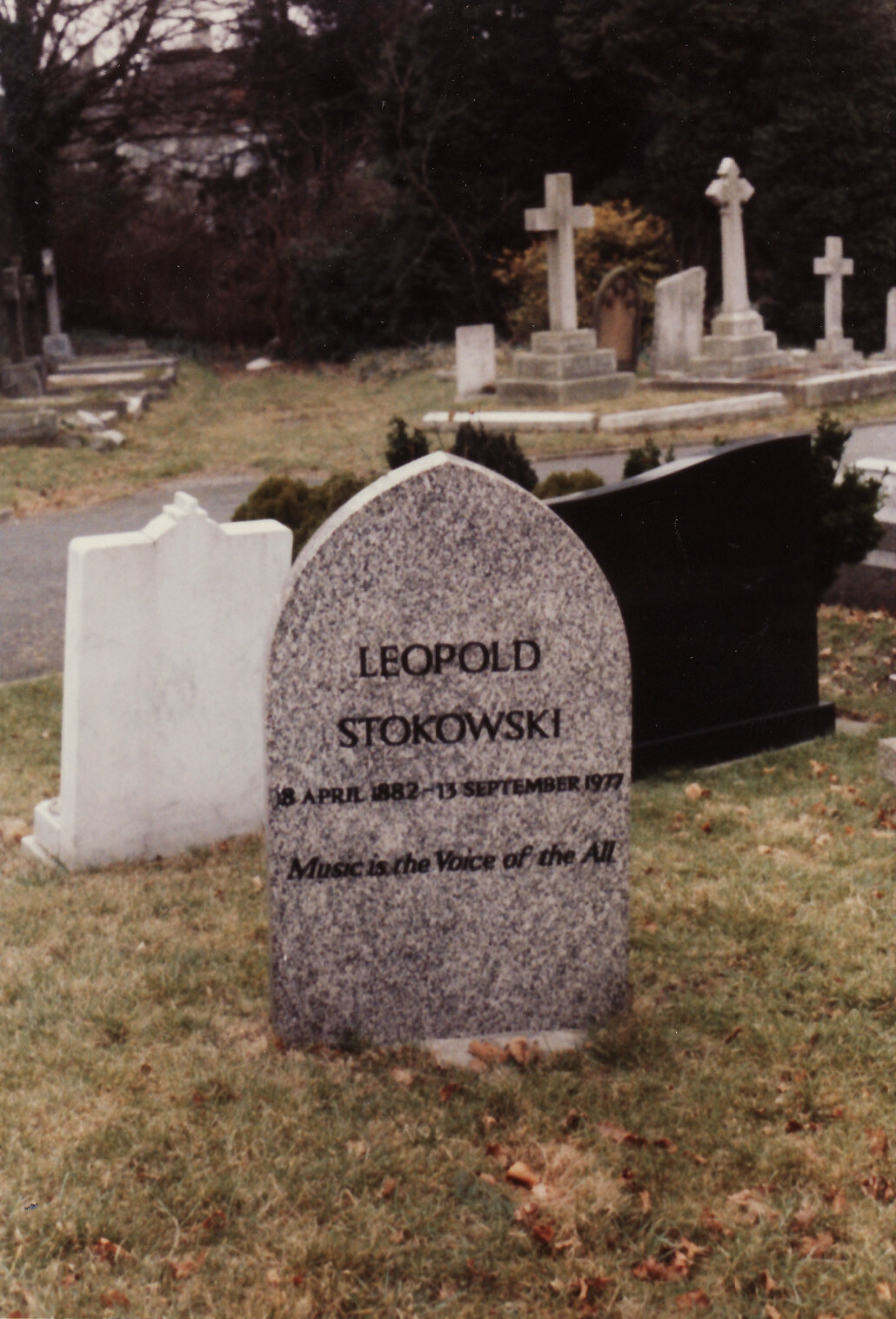
Stokowského hrob na hřbitově East Finchley v Londýně

### Návrat do Anglie
V roce 1962, ve věku 80 let, Stokowski založil Americký symfonický orchestr (ASO). Jako jeho hudební ředitel působil až do května 1972, kdy se natrvalo vrátil do Anglie. Během tohoto období dirigoval přibližně 25 koncertů za sezónu se čtyřmi zkouškami na koncert. I ve vysokém věku si udržoval životní energii, dobrou fyzickou kondici a tvůrčí elán. Koupil si starý dům s jabloňovým sadem v hrabství Hampshire.
Po roce 1970 z důvodu zhoršujícího se zdraví omezoval počet živých koncertů, ale nadále pořizoval zvukové záznamy. Jeho poslední veřejné vystoupení se konalo v červenci 1975 na hudebním festivalu ve Vence na jihu Francie. Krátce před smrtí nahrál s Národním filharmonickým orchestrem v Londýně na desky symfonii v C od Georgese Bizeta a 4. symfonii (Italská) Felixe Mendelssohna-Bartholdyho.
Stokowski zemřel na infarkt 13. září 1977 ve svém domě ve vesnici Nether Wallop, Hampshire, ve věku 95 let. Je pohřben na hřbitově East Finchley v londýnské čtvrti Barnet. 

## Hudební činnost
Jeho zkoušky orchestrů byly proslulé precizností, vytrvalostí, měl smysl pro energické vedení hráčů, ale současně hudebníkům dopřál individuální svobodu. Během desetiletí vyvinul vlastní, velmi typický orchestrální zvuk. Dirigoval volnou rukou bez taktovky. Věnoval velkou pozornost akustickým otázkám a dbal na správné rozmístění nástrojů při živém koncertu a v nahrávacím studiu, aby dosáhl požadovaný zvukový dojem.
Stejně důležité jako orchestr pro něj bylo i publikum. Od orchestru vyžadoval jako dirigent bezvýhradnou důvěru a chuť experimentovat. Od obecenstva zase naprostou soustředěnost a zájem. Prostřednictvím svého programu Hudba všem se snažil přiblížit klasickou hudbu co nejširší veřejnosti, pořádal výchovné koncerty pro mládež. Při koncertech vysvětloval publiku obsah skladeb, učil je vnímat hudbu a porozumět jí. Z orchestru a publika udělal své spolupracovníky. 
Nebál se experimentovat, i když mnohdy byl kritizován za své zásahy do hudebního textu nebo původního orchestrálního aranžmá.  Provedl mnoho orchestrálních transkripci děl pro varhany Johanna Sebastiana Bacha, včetně slavné Toccaty a fugy BWV 565 d moll. Mimo jiné upravil i orchestrace Beethovena, Čajkovského, Sibelia a Brahmse. Představil americké veřejnosti ruské a sovětské skladatele Prokofjeva, Šostakoviče, Skrjabina, Stravinského, Chačaturjana, Rachmaninova, Mjaskovského a řadu dalších. Nebál se uvádět nové skladatele. Pod Stokowského vedením ve Filadelfii měla svou americkou premiéru díla takových skladatelů jako Arthur Bliss, Max Bruch, Ferruccio Busoni, Carlos Chávez, Aaron Copland, George Enescu, Manuel de Falla, Paul Hindemith, Gustav Holst, Gian Francesco Malipiero, Walter Piston, Francis Poulenc, Maurice Ravel, Ottorino Respighi, Albert Roussel, Karol Szymanowski, Edgard Varèse, Heitor Villa-Lobos, Anton Webern a Kurt Weill.

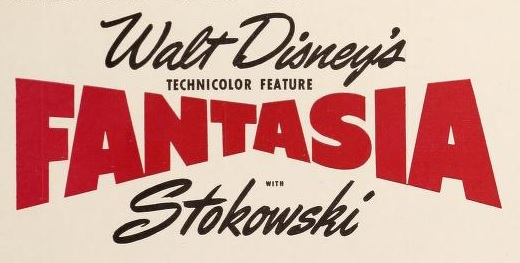
Inzerát propagující film Fantazie z roku 1942

V roce 1939 Stokowski spolupracoval s Waltem Disneym na filmu Fantazie, který byl pokusem o spojení animovaného filmu s klasickou hudbou reprezentovanou osmi významnými skladateli. Dirigoval veškerou hudbu a zařadil vlastní úpravy např. pro Bachovu Toccatu a fugu d moll, Musorgského Noc na Lysé hoře nebo Schubertovu Ave Maria. Stokowski si dokonce na obrazovce promluvil s Mickey Mousem (a potřásl si s ním rukou) ve slavném záběru siluety. Stokowski, který byl velkým fanouškem nejnovějších a experimentálních nahrávacích technik, nahrál hudbu na stereofonní zvukový formát Fantasound. Leopoldu Stokowskému a jeho spolupracovníkům byla na 14. oscarovém ceremoniálu v roce 1942 udělena zvláštní cena za jejich jedinečný úspěch ve vytvoření nové formy vizualizované hudby ve filmu Fantasia, čímž rozšířili záběr filmu jako zábavy i jako umělecké formy.
Jeho gramofonové nahrávky vynikají nejen technickou kvalitou, ale i provedením skladeb a jejich specifickým vyzněním. Dovedl si do orchestru vybrat vynikající hráče různého typu i sólisty, jako byli Rachmaninov nebo Gould. Jeho technika nahrávání vycházela z přesvědčení, že gramofonová deska není prostým zvukovým záznamem interpretace, ale samostatným dílem, které má posluchači přiblížit skladbu v jakémsi ideálním tvaru, kterého není možno vlastně nikdy dosáhnout v moderní koncertní síni, kde hraje roli vzdálenost, akustika místa a řada dalších momentů.

## Citát
Hudba není jenom to, co je napsáno a vytištěno, co se hraje na tom nebo onom nástroji. Hudba je také to, co koření hluboko v duši každého z nás.
Leopold Stokowski, K.V.Burian, Supraphon, 1976